# أم جرين
أم جرين قرية سوريّة تتبع إداريّاً لمحافظة حلب منطقة جبل سمعان ناحية تل الضمان، بلغ تعداد سكانها 203 نسمة حسب التعداد السكاني لعام 2004.